# La Chapelle-Engerbold
La Chapelle-Engerbold település Franciaországban, Calvados megyében. Lakosainak száma 101 fő (2018. január 1.). La Chapelle-Engerbold Pontécoulant, Saint-Germain-du-Crioult, Saint-Pierre-la-Vieille, Saint-Vigor-des-Mézerets, Vassy és Valdallière községekkel határos.

## Népesség
A település népességének változása:
| Lakosok száma | 125  | 109  | 93   | 86   | 79   | 110  | 112  | 105  | 103  | 101  |
|               | 1962 | 1968 | 1982 | 1990 | 1999 | 2008 | 2011 | 2013 | 2017 | 2018 |